# Clyde Park
Clyde Park é uma cidade  localizada no estado americano de Montana, no Condado de Park.

## Demografia
Segundo o censo americano de 2000, a sua população era de 310 habitantes.
Em 2006, foi estimada uma população de 347, um aumento de 37 (11.9%).

## Geografia
De acordo com o United States Census Bureau tem uma área de
0,9 km², dos quais 0,9 km² cobertos por terra e 0,0 km² cobertos por água. Clyde Park localiza-se a aproximadamente 1483 m acima do nível do mar.

## Localidades na vizinhança
O diagrama seguinte representa as localidades num raio de 48 km ao redor de Clyde Park.